# Bernie Geoffrion
Joseph Bernard André Geoffrion, detto Bernie (Montréal, 16 febbraio 1931 – Atlanta, 11 marzo 2006), è stato un hockeista su ghiaccio e allenatore di hockey su ghiaccio canadese.

## Biografia
Nel corso della sua carriera ha giocato con Montreal Concordia Civics, Laval Nationale, Montreal Royals, Montreal Nationale, Montreal Canadiens (1950-1964) e New York Rangers (1966-1968).
Nel 1952 gli è stato attribuito il Calder Memorial Trophy, mentre in due occasioni (1955, 1961) si è aggiudicato l'Art Ross Trophy.
Da allenatore ha guidato i New York Rangers (1968/69), gli Atlanta Flames (1972-1975) e i Montreal Canadiens (1979/80).
Nel 1972 è stato inserito nella Hockey Hall of Fame.